# سمولاره (شهرستان گنگزنو)
سمولاره (به لهستانی:  Smolary) یک روستا در لهستان است که در گمینا تژمشنو واقع شده‌است.